# تيموكو
تيموكو (بالإسبانية: Temuco)‏ هي مدينة تقع في جنوب تشيلي في محافظة كوتين في إقليم أروكانيا، وتبعد بمسافة 670 كلم جنوب العاصمة سانتياغو، وقد تم بنائها في سنة 1881 من الجيش التشيلي بعد احتلالهم لمنطقة أروكانيا، يبلغ عدد سكان المدينة 262,530 نسمة حسب إحصاء سنة 2012 وتبلغ مساحتها 464.0 كلم مربع.

## المناخ
يظهر الجدول التالي التغييرات المناخية على مدار السنة لتيموكو:
| البيانات المناخية لـتيموكو                                                              | البيانات المناخية لـتيموكو | البيانات المناخية لـتيموكو | البيانات المناخية لـتيموكو | البيانات المناخية لـتيموكو | البيانات المناخية لـتيموكو | البيانات المناخية لـتيموكو | البيانات المناخية لـتيموكو | البيانات المناخية لـتيموكو | البيانات المناخية لـتيموكو | البيانات المناخية لـتيموكو | البيانات المناخية لـتيموكو | البيانات المناخية لـتيموكو | البيانات المناخية لـتيموكو |
| الشهر                                                                                   | يناير                      | فبراير                     | مارس                       | أبريل                      | مايو                       | يونيو                      | يوليو                      | أغسطس                      | سبتمبر                     | أكتوبر                     | نوفمبر                     | ديسمبر                     | المعدل السنوي              |
| --------------------------------------------------------------------------------------- | -------------------------- | -------------------------- | -------------------------- | -------------------------- | -------------------------- | -------------------------- | -------------------------- | -------------------------- | -------------------------- | -------------------------- | -------------------------- | -------------------------- | -------------------------- |
| الدرجة القصوى °م (°ف)                                                                   | 38.0 (100.4)               | 42.0 (107.6)               | 35.1 (95.2)                | 32.0 (89.6)                | 24.1 (75.4)                | 20.8 (69.4)                | 20.7 (69.3)                | 23.1 (73.6)                | 26.8 (80.2)                | 30.2 (86.4)                | 34.4 (93.9)                | 36.1 (97.0)                | 42.0 (107.6)               |
| متوسط درجة الحرارة الكبرى °م (°ف)                                                       | 24.4 (75.9)                | 25.0 (77.0)                | 22.5 (72.5)                | 18.0 (64.4)                | 14.3 (57.7)                | 11.9 (53.4)                | 11.7 (53.1)                | 13.3 (55.9)                | 15.4 (59.7)                | 17.4 (63.3)                | 19.5 (67.1)                | 22.1 (71.8)                | 18.0 (64.4)                |
| المتوسط اليومي °م (°ف)                                                                  | 16.0 (60.8)                | 15.7 (60.3)                | 13.9 (57.0)                | 11.0 (51.8)                | 9.1 (48.4)                 | 7.6 (45.7)                 | 6.9 (44.4)                 | 7.7 (45.9)                 | 8.9 (48.0)                 | 10.8 (51.4)                | 12.7 (54.9)                | 14.7 (58.5)                | 11.3 (52.3)                |
| متوسط درجة الحرارة الصغرى °م (°ف)                                                       | 8.9 (48.0)                 | 8.7 (47.7)                 | 7.8 (46.0)                 | 6.3 (43.3)                 | 5.7 (42.3)                 | 4.8 (40.6)                 | 3.8 (38.8)                 | 4.0 (39.2)                 | 4.3 (39.7)                 | 5.7 (42.3)                 | 7.1 (44.8)                 | 8.5 (47.3)                 | 6.3 (43.3)                 |
| أدنى درجة حرارة °م (°ف)                                                                 | −0.2 (31.6)                | −1.9 (28.6)                | −2.0 (28.4)                | −4.0 (24.8)                | −5.4 (22.3)                | −6.9 (19.6)                | −8.1 (17.4)                | −6.7 (19.9)                | −4.0 (24.8)                | −3.0 (26.6)                | −2.4 (27.7)                | −0.2 (31.6)                | −8.1 (17.4)                |
| الهطول مم (إنش)                                                                         | 35.4 (1.39)                | 34.6 (1.36)                | 49.4 (1.94)                | 89.0 (3.50)                | 167.1 (6.58)               | 205.6 (8.09)               | 153.4 (6.04)               | 131.8 (5.19)               | 90.6 (3.57)                | 87.8 (3.46)                | 61.2 (2.41)                | 44.2 (1.74)                | 1٬150٫1 (45.28)            |
| متوسط أيام هطول الأمطار                                                                 | 6                          | 6                          | 8                          | 12                         | 18                         | 19                         | 18                         | 17                         | 15                         | 12                         | 10                         | 8                          | 149                        |
| متوسط الرطوبة النسبية (%)                                                               | 71                         | 72                         | 77                         | 82                         | 86                         | 87                         | 86                         | 84                         | 80                         | 79                         | 77                         | 74                         | 80                         |
| ساعات سطوع الشمس الشهرية                                                                | 303.8                      | 265.6                      | 226.3                      | 147.0                      | 111.6                      | 75.0                       | 89.9                       | 124.0                      | 171.0                      | 179.8                      | 210.0                      | 272.8                      | 2٬176٫8                    |
| ساعات سطوع الشمس اليومية                                                                | 9.8                        | 9.4                        | 7.3                        | 4.9                        | 3.6                        | 2.5                        | 2.9                        | 4.0                        | 5.7                        | 5.8                        | 7.0                        | 8.8                        | 6.0                        |
| المصدر #1: Dirección Meteorológica de Chile (precipitation days and humidity 1970–2000) |                            |                            |                            |                            |                            |                            |                            |                            |                            |                            |                            |                            |                            |
| المصدر #2: Universidad de Chile (sunshine hours only)                                   |                            |                            |                            |                            |                            |                            |                            |                            |                            |                            |                            |                            |                            |

## توأمة
لتيموكو اتفاقيات توأمة مع:
- ستافروبول [11]

## أعلام
- مارتشيلو سالاس
- راؤول أورمينو
- أورلاندو ليتيلير
- مانويل إيتورا
- كارلوس إسكوبار
- كارلوس تشنيبيرغر